# Jolene Blalocková
Jolene Blalocková (* 5. března 1975 San Diego, Kalifornie) je americká herečka a modelka.
Ve svých 17 letech odešla do Evropy a Asie, aby se zde věnovala kariéře modelky. Objevila se na několika obálkách pánských magazínů, byla dvakrát uvedena v galerii časopisu Maxim „Girls of Maxim“, v roce 2002 pózovala pro Playboy, roku 2005 byla v magazínu FHM uvedena jako 10. nejvíce sexy žena světa. Hraní se věnuje od roku 1998, po několika reklamách debutovala v sitcomu Veroničiny svůdnosti. Na přelomu století hostovala např. v seriálech Loď lásky, Kriminálka Las Vegas či JAG, v roce 2000 hrála Médeiu v televizním filmu Iásón a argonauti. Její největší rolí je postava vulkánského subkomandéra T'Pol, jedné z hlavních postav ve sci-fi seriálu Star Trek: Enterprise (2001–2005). V první desetiletí 21. století hrála dále např. ve filmech Tajemná vražda, Hvězdná pěchota 3: Skrytý nepřítel, Shadow Puppets a Sinners & Saints, hostovala v seriálech Hvězdná brána, Dr. House, Legend of the Seeker či Kriminálka Miami.

## Filmografie

### Film
| Rok  | Název                              | Role                 | Poznámky    |
| ---- | ---------------------------------- | -------------------- | ----------- |
| 2000 | Queen for a Day                    | sexy kočka ve žlutém | krátký film |
| 2005 | Tajemná vražda                     | Nora Timmer          |             |
| 2007 | Shadow Puppets                     | Kate                 |             |
| 2008 | Hvězdná pěchota 3: Skrytý nepřítel | kapitánka Lola Beck  |             |
| 2010 | Hříšníci a svatí                   | Stacy                |             |
| 2011 | One Kine Day                       | CC                   |             |
| 2012 | Troubled Teen                      | máma                 | krátký film |
| 2014 | Sex Tape                           | Catalina             |             |
| 2014 | Killing Frisco                     | Jolene               |             |

### Televize
| Rok       | Název                 | Role                  | Poznámky                         |
| --------- | --------------------- | --------------------- | -------------------------------- |
| 1998      | Veroničiny svůdnosti  | žena č. 3             | díl: „Veronica's Breast Efforts“ |
| 1999      | Loď lásky             | žena                  | díl: „Prom Queen“                |
| 2000      | Dobro proti zlu       | Libby                 | díl: „Cougar Pines“              |
| 2000      | D.C.                  | Kristi                | 2 díly                           |
| 2000      | Iásón a argonauti     | Médeia                | TV film                          |
| 2000      | Kriminálka Las Vegas  | Laura Garris          | díl: “Crate 'n' Burial“          |
| 2001      | JAG                   | kapitánka Lisa Antoon | díl: „Touch and Go“              |
| 2001      | Klub sebevrahů        | Charlieho žena        | TV film                          |
| 2001      | Lovci diamantů        | Ruby Grange           | TV film                          |
| 2001–2005 | Star Trek: Enterprise | T'Pol                 | 97 dílů, hlavní role             |
| 2003–2004 | Hvězdná brána         | Ishta                 | 2 díly                           |
| 2006      | I Dream of Murder     | Joanna                | TV film                          |
| 2008      | Kriminálka Miami      | Feratelli Porter      | díl: „Bombshell“                 |
| 2009      | Dr. House             | Lexa                  | díl: „Teamwork“                  |
| 2009      | 10 Items or Less      | sama sebe             | díl: „Star Trok“                 |
| 2010      | Tajemství Pravdy      | sestra Nicci          | 2 díly                           |
| 2017      | A Man for Every Month | Brenda                | TV film                          |